# Marguerite Waddington-Delmas
Marguerite Waddington-Delmas (* 9. August 1870 in Saint-Léger-du-Bourg-Denis; † 1. Februar 1952 in Vanves) war eine französische Benediktinerin, Klostergründerin und Ordensgründerin. Sie steht am Anfang der Kongregation der Heiligen Bathilde.

## Leben und Werk

### Familie
Marguerite Waddington war die Tochter des Politikers Richard Waddington und die Nichte von William Henry Waddington, Premierminister von Frankreich, sowie des Philosophen Charles-Pendrell Waddington (1819–1914). Sie heiratete 1890 den Ingenieur Marcel Delmas (1865–1911), Sohn des Abgeordneten und Bürgermeisters von La Rochelle Émile Delmas (1834–1898), und hatte sechs Kinder. Nach dem Tod ihres jüngsten Kindes 1907 und dem frühen Tod ihres Mannes 1911 engagierte sie sich im Ersten Weltkrieg in der Pflege der Verwundeten.

### Konversion und Oblatur
1916 kam die Protestantin, vermittelt durch den Benediktiner Jean-Martial Besse (1861–1920), zum katholischen Glauben. 1918 wurde sie weltliche Benediktineroblatin des Klosters Ligugé und nahm den Ordensnamen Bénédicte an. Noch im selben Jahr weilte sie im Benediktinerinnenkloster Poitiers und beschloss zusammen mit Besse die Gründung einer Regularoblatur. Ein erster Versuch klösterlichen Lebens in Paris in der Avenue de Ségur scheiterte am Widerstand des Erzbischofs Léon-Adolphe Amette.

### Klostergründung
1920 begann sie mit einer Gleichgesinnten, Gabrielle Richard, Schwester Marie-Scholastique, ein Noviziat in der Benediktinerinnenabtei Jouarre. Ende 1921 legten beide Frauen in die Hände des Priors des Benediktinerklosters Paris die Profess ab. Im Januar 1922 begann das Konventleben in der Avenue de Ségur. 1923 waren sie bereits zu siebt. Zur Offizialisierung durch Rom kam es erst 1926 unter dem Namen Oblates missionnaires de saint Benoît (Missionsoblatinnen vom heiligen Benedikt). Das Kloster nannte sich Priorat Sainte Bathilde (nach Bathilde von Askanien). Bénédicte Waddington wurde zur Priorin gewählt.

### Kongregationsgründung
1928 zog man nach Vanves um und 1936 in das von dem Benediktiner Dom Bellot (1876–1944) errichtete neue Kloster ein (Prieuré Sainte Bathilde, 7 rue d'Issy). Die Kirche wurde 1949 vom späteren Papst Johannes XXIII. geweiht. Zum Mutterhaus in Vanves kamen bislang acht Gründungen hinzu, deren erste zu Lebzeiten von Oberin Bénédicte erfolgte. Die Gründungen (in Frankreich, Madagaskar, Vietnam und Benin) sind in der Kongregation der Heiligen Bathilde zusammengefasst. Mutter Bénédicte starb 1952 in Vanves mit 81 Jahren.